# Aristobrotica paraensis
Aristobrotica paraensis es un coleóptero de la familia Chrysomelidae. Fue descrita científicamente por primera vez en 1886 por Baly.